# Quadri di un'esposizione (balletto)
Quadri di un'esposizione è un balletto coreografato da Aleksej Ratmanskij sull'omonima suite di Modest Musorgskij. Il balletto è stato presentato in anteprima il 2 ottobre del 2014 al David H. Koch Theater, eseguito dal New York City Ballet.

## Produzione
Quadri di un'esposizione di Aleksej Ratmanskij è interpretato da cinque uomini e altrettante donne. Il cast originale prevede Wendy Whelan che, a quel punto, aveva creato ruoli in tutte le opere di Ratmanskij per il New York City Ballet e doveva ritirarsi dal balletto alla fine della stagione.
L'opera di Musorgskij parla di una mostra postuma di opere di Viktor Hartmann. Tuttavia, sul palco viene proiettato il dipinto Color Study: Squares with Concentric Circles di Vasiliji Kandinskij progettato da Wendall K. Harrington. Adeline André ha progettato i costumi.
Il Pacific Northwest Ballet ha fatto il suo debutto nei Quadri di un'esposizione nel 2017. Whelan ha messo in scena il balletto per la compagnia, anche se non aveva mai messo in scena un balletto prima. Ha detto di aver guardato ripetutamente le riprese video del balletto e di aver trascorso ore ogni giorno per oltre un mese a scrivere i passaggi.

## Ballerini (cast originale)
| - Sara Mearns - Tiler Pecks - Abi Stafford - Wendy Whelan - Gretchen Smith | - Tyler Angle - Adrian Danchig-Waring - Gonzalo García - Amar Ramasar - Joseph Gordon |

## Ricezione
Alla prima, il New York Times ha scritto che "il balletto è sicuramente l'opera più casualmente diversificata che il signor Ratmanskij abbia creato, ma raccoglie uno slancio inarrestabile". Il Financial Times ha assegnato al balletto quattro stelle e ha commentato che "il balletto abbonda di citazioni e commenti sul balletto, ma il suo tono non è ironico".

## Videografia
Nel 2020, in risposta all'impatto sulla pandemia del COVID sulle arti dello spettacolo, il New York City Ballet ha pubblicato una registrazione video del 2017 di estratti del balletto con Peck, Mearns, Stafford, García, Angle, Gordon, Sterling Hyltin, Claire Kretzschmar, Aaron Sanz e Andrew Veyette. Gli ultimi due stavano facendo il loro debutto alla registrazione.